# Власов, Пётр Михайлович
Пётр Миха́йлович Вла́сов (15 мая 1850 — 14 мая 1904, Тегеран) ― русский дипломат, действительный статский советник (1895).

## Биография

### Ранние годы
Пётр Власов родился 15 мая 1850 года. Происходил из казаков Войска Донского, сын подполковника.
В 1869 году окончил отделение восточных языков при Новочеркасской мужской гимназии, которое с 1851 по 1869 годы готовило военных переводчиков. 13 октября 1869 года начал службу в канцелярии атамана Войска Донского.

### Дипломатическая служба
В 1873 году был определён в Азиатский департамент Министерства иностранных дел.
С 1882 года ― на консульской работе в Персии: сначала консул в Реште, а в период с 1888 по 1897 годы ― генеральный консул в Мешхеде.
В 1897 году во главе российской чрезвычайной миссии был направлен в Аддис-Абебу. К февралю 1898 года русская миссия, преодолев более 500 км по горам и пустыням, прибыла в столицу Абиссинии. Власов со временем стал доверенным лицом императора Менелика II, знакомил его с положением дел в Европе, с социальным, политическим и государственным устройством государств и с их политическими задачами в Африке. Россия оказала Абиссинии финансовую помощь: через Власова Менелику II был предоставлен заём в размере 26 тысяч талеров в то время, когда абиссинский император, не получив из Франции запрошенного займа, находился в крайне стеснённом материальном положении.
Африканский климат подорвал здоровье Власова и заставил его обратиться в Петербург с просьбой об отзыве. В 1900 году эта просьба была удовлетворена и 11 февраля 1900 года Власов выехал в Россию. Менелик II в письме к Николаю II поблагодарил его за миссию Власова.
С 1900 года Власов служил министром-резидентом в Черногории, а с 1902 года — посланником в Персии. 

### Смерть
Пётр Михайлович Власов последние годы болел, он скоропостижно скончался 14 мая 1904 года в Тегеране при исполнении должности русского посланника в Персии.

## Награды и звания
- Орден Святой Анны 1-й степени (1904)[1]
- Орден Святого Станислава 1-й степени (1900)[1][4]
- Орден Святого Владимира 3-й степени (1892)[1]
- Орден Святой Анны 2-й степени (1887)[1][4]
- Орден Святого Станислава 2-й степени(1883)[1][4]
- Орден Железной короны 3-й степени (1880)[1]
- Кавалер ордена Почётного легиона (1883)[1]
- Орден Освободителя (Венесуэла) (1885)[1]
- Орден Короны 2-й степени (1890)[1]
- Орден Бухарской Золотой Звезды 1-й степени (1893)[1]
- Орден «Эфиопской звезды» 1-й степени (29 августа 1899 года) от Менелика II (который также наградил и жену Власова орденом «Печати Соломона» 1-й степени)[1][4]
- Орден Льва и Солнца 1-й степени (1897) с бриллиантовыми украшениями к нему (1903)[1]
- Действительный статский советник (1895)[2]

## Оценки
- Будучи начинающим дипломатом Сергей Чиркин общался с Власовым по службе в посольстве в Тегеране, в своих мемуарах он так вспоминал о Власове[1]:

Это был невысокий брюнет с седеющими редкими, приглаженными на прямой пробор волосами, с маленькой узкой бородкой. Производил он впечатление человека нервного и болезненного, желчного ... Он не был человеком, способным создавать непринуждённую атмосферу. Ни на минуту не забывал он, что прежде всего он посланник в то время первой державы в Европе, да ещё в Персии, где мы играли первенствующую роль ... По прежней службе в Цетине он был хорошо осведомлён в балканских делах.